# Grondwet voor de Bondsrepubliek Duitsland

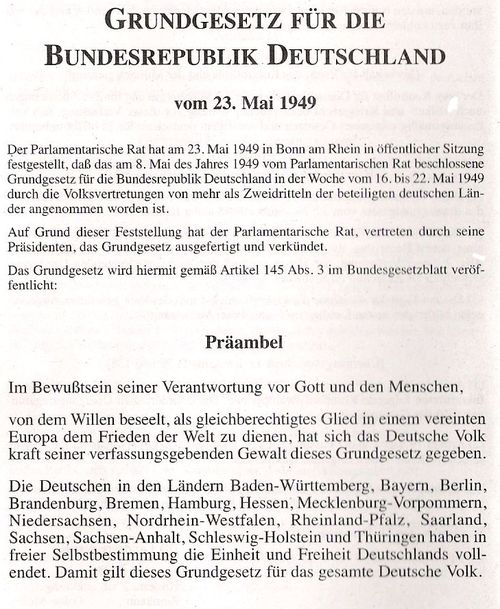
Preambule van de Duitse Grondwet

De Grondwet voor de Bondsrepubliek Duitsland (Duits: Grundgesetz für die Bundesrepublik Deutschland) is de Duitse grondwet en dateert van 23 mei 1949, samen met de stichting van de Bondsrepubliek Duitsland. De grondwet kan alleen veranderd worden met een tweederdemeerderheid van zowel de Bondsdag als de Bondsraad. Daar de Bondsraad en Bondsdag vaak verschillende meerderheden hebben, komt deze regeling in de praktijk er daardoor vaak op neer dat zowel de meerderheidspartijen in de Bondsdag als ook de oppositiepartijen een verandering in de grondwet moeten steunen.
In 1949 werd de grondwet voor het eerst geopenbaard, samen met de vestiging van de Bondsrepubliek Duitsland. Aanvankelijk werd niet gedacht dat men de grondwet zou behouden wanneer de hereniging van de Bondsrepubliek met de DDR een feit zou zijn, zoals aangegeven in artikel 146: "Deze Grondwet... zal ophouden te bestaan op de dag dat een grondwet wordt aangenomen door de vrije keuze van het Duitse volk". Uiteindelijk vond de Duitse hereniging van 1990 plaats binnen het raamwerk van artikel 23, dat toelaat dat er zich nieuwe eenheden bij de Bondsrepubliek voegen.
Voor het wijzigen van de grondwet is een tweederdemeerderheid in Bundestag en Bundesrat vereist. Bijzonder is de zogenaamde Ewigkeitsgarantie (art. 79 III), die een niet voor wijziging vatbare kern aanduidt. De bedoeling is om de Duitse democratie weerbaar te maken tegen zelfvernietiging zoals gepleegd in de jaren '30. Tot de onaantastbare kern behoren de menselijke waardigheid, de erkenning van mensenrechten, de volkssoevereiniteit, de machtenscheiding, het parlementarisme, het republikanisme, het federalisme, de rechtsstaat en het Sozialstaatsprinzip. In laatste instantie is het Bundesverfassungsgericht de garant van de 'eeuwigheidsclausule'.
De grondwet wordt zeer hoog geacht door de Duitsers; de bondspresident wordt sinds Bondspresident Karl Carstens dat voorstelde gekozen op de Dag van de Grondwet (23 mei). De dag wordt ook uitgebreid gevierd.
De Duitsers hebben tot aan de vereniging van de beide Duitse staten door overname van de grondwet door de nieuwe bondsstaten op het grondgebied van de DDR, over een Grundgesetz gesproken. Daarmee werd de "gebrokenheid" van Duitsland benadrukt en werd aangeduid dat de constitutie formeel provisorisch was. Ook na de Wiedervereinigung wordt nog steeds van een Grundgesetz gesproken, hoewel het document zijn provisorische karakter na 1990 verloor.